# Disko a atomová válka
Disko a atomová válka, anglicky Disco and Atomic War, estonsky Disko ja tuumasõda, finsky Disko ja ydinsota, je estonský dokumentární film z roku 2009, který režíroval Jaak Kilmi. 

## Děj
Dokument pojednává o ilegálním sledování finské televize v Tallinnu a severní části tehdejší Estonské sovětské socialistické republiky v průběhu druhé poloviny 20. století. Vysvětluje, jak zásadní byl vliv amerických televizních seriálů jako Dallas či Knight Rider, západní hudby a popkultury na mladou generaci Estonců žíjících v Sovětském svazu a vychovávaných ke komunismu.

## Ocenění
- Mezinárodní festival dokumentárních filmů Ji.hlava (2009): Nejlepší dokumentární film
- Tallinn Black Nights Film Festival (2009): nominace Mezinárodní federace filmových kritiků za nejlepší pobaltský film
- Varšavský mezinárodní filmový festival (2009): Silver Eye za nejlepší celovečerní dokument